# Teodosiu al II-lea

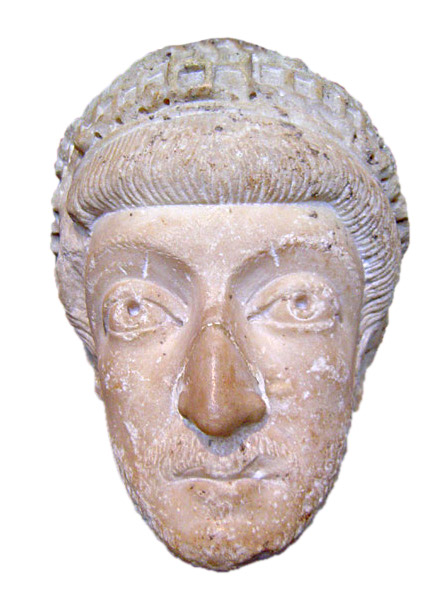
Flavius Theodosius

Flavius Theodosius (n. 10 aprilie 401 d.Hr., Constantinopol, Imperiul Roman de Răsărit – d. 28 iulie 450 d.Hr., Constantinopol, Imperiul Roman de Răsărit) cunoscut sub numele de Teodosie II cel Tânăr a fost împărat al Imperiului Bizantin între 408 și 450.

## Biografie
Teodosie era fiul lui Arcadius și fratele Pulcheriei, de care a fost influențat pe mai tot timpul domniei. În iunie 421 s-a căsătorit cu poeta Aelia Eudocia cu care a avut o fiică, pe Licinia Eudoxia, căsătorită cu împăratul din vest Valentinian III.
Teodosie a fondat Universitatea din Constantinopol în 425; el a creat și publicat în 438 Codexul Theodosian.
Edictul lui din 435 prevedea pedepse grele pentru cei care dețineau sau răspândeau scrieri ale lui Nestorie. Cei la care erau găsite scrieri ale lui Arie din Alexandria erau condamnați la moarte.